# دبی دان
دبی دان (انگلیسی: Debbie Dunn; ۲۶ مارس ۱۹۷۸) دونده زن اهل ایالات متحده آمریکا بود.
وی در مسابقات کشوری و بین‌المللی در مجموع برندهٔ ۳ مدال طلا، ۲ مدال نقره، ۱ مدال برنز شده‌است.